# Józef Pieracki
Józef Pieracki (ur. 10 września 1909 w Grębowie, zm. 5 sierpnia 1988 we Wrocławiu) – polski aktor filmowy i teatralny.

## Życiorys
Zadebiutował w 1945 na scenie Teatru Domu Żołnierza w Lublinie. Występował w Teatrze Miejskim w Świdnicy (1947–1951), w Teatrze Dramatycznym we Wrocławiu (1951–1966), następnie w Teatrze Powszechnym oraz Teatrze Narodowym w Warszawie, później zaś w Teatrze Ziemi Opolskiej i Teatrze Nowym w Warszawie. Przed wojną studiował na Wydziale Prawa i Ekonomii Katolickiego Uniwersytetu Lubelskiego (1932–1936).
W 1955 otrzymał Medal 10-lecia Polski Ludowej, a rok później Złoty Krzyż Zasługi. W 1965 został nagrodzony odznaczeniem Zasłużony Działacz Kultury, a w 1972 odznaczony Krzyżem Kawalerskim Orderu Odrodzenia Polski.

## Filmografia
- Trzy starty (1955) jako Pijak na stadionie
- Zimowy zmierzch (1957) jako gość weselny
- Zagubione uczucia (1957) jako kierownik szkoły
- Pigułki dla Aurelii (1958) jako pijący z feldfeblem w spelunie
- Popiół i diament (1958) jako Puciatycki
- Kalosze szczęścia (1958) jako dyrektor szpitala
- Pożegnania (1958) jako profesor Michniewicz
- Wspólny pokój (1959) jako szef policji
- Milcząca gwiazda (Schweigende Stern, Der, 1959) jako naukowiec
- Szklana góra (1960) jako dyrektor zdroju
- Zobaczymy się w niedzielę (1960) jako lekarz wojskowy
- Decyzja (1960) jako adwokat
- Droga na Zachód (1961) jako naczelnik stacji
- Ludzie z pociągu (1961) jako Inwalida
- Tarpany (1962) jako delegat PGR-u
- Jak być kochaną (1962) jako profesor w kawiarni
- Pamiętnik pani Hanki (1963) jako pułkownik Korczyński
- Rozwodów nie będzie (1963) jako urzędnik w urzędzie zatrudnienia
- Kryptonim Nektar (1963) jako pasażer oddający walizkę
- Dwa żebra Adama (1963) jako Towarzysz z województwa
- Agnieszka 46 (1964) jako Towarzysz Makowski
- Ubranie prawie nowe (1964) jako Węglarz
- Gdzie jest generał... (1964) jako kapral Sołowiejkin
- Giuseppe w Warszawie (1964) jako „Satyr”
- Późne popołudnie (1964) jako trener Wiślak
- Rękopis znaleziony w Saragossie (1964) jako adwokat rodziny Soarezów
- Barbara i Jan (1964) jako Optyk (gościnnie)
- Jutro Meksyk (1965) jako trener Rymkiewicz
- Przedświąteczny wieczór (1966) jako milicjant
- Bumerang (1966) jako ojciec Wandy
- Cała naprzód (1966) jako Józef, lokaj Glorii
- Stawka większa niż życie (1967) jako inżynier Meyer (odcinek „Wielka wsypa”)
- Lalka (1968) jako Michał Szuman
- Hrabina Cosel (1968) jako hrabia von Walsdorff
- Hrabina Cosel (serial) (1968) jako hrabia von Walsdorff
- Zbrodniarz, który ukradł zbrodnię (1969) jako Adwokat Kernera
- Wniebowstąpienie (1969) jako mężczyzna w trakcie ewakuacji Lwowa
- Polowanie na muchy (1969) jako Teść Włodka
- Przygody pana Michała (1969) jako prymas
- Epilog norymberski (1970) jako Oskarżony
- Kto wierzy w bociany? (1970) jako sędzia
- Przygody psa Cywila (1970) jako weterynarz
- Prawdzie w oczy (1970) jako Pijak z balonikami
- Lokis. Rękopis profesora Wittembacha (Lokis, 1970) jako lokaj
- Krajobraz po bitwie (1970) jako kucharz
- Kłopotliwy gość (1971) jako ksiądz
- Żółw (1973) jako dozorca
- Ciemna rzeka (1973) jako Proboszcz
- Strzał (1974) jako ksiądz
- Wiosna panie sierżancie (1974) jako ksiądz
- Padalce (1974) jako proboszcz
- Hazardziści (1975) jako dyrektor banku
- Obrazki z życia (1975) jako sędzia
- Partita na instrument drewniany (1975) jako ksiądz
- Latarnik (1976) jako latarnik Józef Skawiński
- Zofia (1976) jako profesor ASP
- Znaki szczególne (1976) jako ojciec Marty
- Palace Hotel (1977) jako starzec
- Układ krążenia (1977) jako lekarz (odc. 6)
- Płomienie (1978) jako ksiądz
- Romans Teresy Hennert (1978) jako ojciec Teresy
- Co mi zrobisz, jak mnie złapiesz (1978) jako pasażer bez biletu
- Pogrzeb świerszcza (1978) jako lekarz
- Porwanie Savoi (Pochiszczenije Savoi, 1979) jako nauczyciel Janka
- Placówka (1979) jako Bakalarz
- Prom do Szwecji (1979) jako kościelny
- Polonia Restituta (1980) jako Georges Clemenceau
- Zamach stanu (1980) jako sędzia Rybaczewski
- Ciosy (1980) jako Chirurg Henryk
- Rodzina Leśniewskich (1980) jako pan Arek
- Najdłuższa wojna nowoczesnej Europy (1981) jako sędzia, członek zarządu spółki
- Białe tango (1981) jako adwokat Jerzy Jarzębski, ojciec Piotra (odc. 3)
- Przeklęta ziemia (1982) jako organista
- Punkty za pochodzenie (1982) jako pan Henryk, stary profesor
- Edward i Stefan (1984) jako ksiądz
- Przybłęda  (1984)
- 5 dni z życia emeryta (1984) jako Emeryt Wąsik, kawiarniany znajomy Bzowskiego
- Zabicie ciotki (1984) jako ksiądz
- Ceremonia pogrzebowa (1984) jako Ksawery
- 1944 (1984) jako ksiądz
- 07 zgłoś się (1984) jako profesor Tokarzewski, psychiatra w odc. 17
- Temida (1985) jako Drukarz Józef
- C.K. Dezerterzy (1985) jako Konduktor
- Rajska jabłoń (1985) jako ksiądz, opiekun Andrzeja
- Chrześniak (1985) jako dyrektor szkoły
- Na wolność (1986) jako dziadek Witka
- Zmiennicy (1986) jako Ksawery Radziwiłł (odc. 9)
- Ballada o Januszku (1987) jako lekarz
- Król komputerów (1988) jako Albert Einstein